# Lijst van afleveringen van Miss Scarlet and the Duke
Dit is een lijst met afleveringen van de Britse televisieserie Miss Scarlet and the Duke.
Een overzicht van alle afleveringen is hieronder te vinden.

## Seizoen 1 (2020)

### Rolverdeling

#### Hoofdrollen
- Kate Phillips - Eliza Scarlet
- Stuart Martin - William The Duke Wellington
- Ansu Kabia - Moses Valentine
- Cathy Belton - Ivy Woods
- Kevin Doyle - Henry Scarlet
- Andrew Gower - Rupert Parker
- Danny Midwinter - Frank Jenkins
- Nick Dunning - Stirling
- Richard Evans = Herr Hildegard

#### Terugkerende rollen
- Simon Ludders - mr. Potts
- Matthew Malone - Clarence Honeychurch
- Amy McAllister - Tilly Hildegard
- Helen Norton - mrs. Parker

### Afleveringen
| Nr. | Aflevering | Titel                     | Regisseur      | Schrijver(s) | Uitzenddatum  |  |
| --- | ---------- | ------------------------- | -------------- | ------------ | ------------- |  |
| 1 | 1          | Inheritance               | Declan O'Dwyer | Rachael New  | 31 maart 2020 |  |
| Na het overlijden van haar vader Henry wordt Eliza gedwongen een vermissingszaak aan te nemen, om zo de schulden die haar vader heeft nagelaten af te lossen. De zaak wordt al snel gecompliceerd wanneer zij realiseert dat haar client, een doorgewinterde oplichter, haar heeft gemanipuleerd om zo de controle te krijgen over de erfenis van zijn vrouw. Met behulp van de oude protegé van haar vader, William The Duke Wellington, en de lokale beroepscrimineel Moses bewijst Eliza dat haar client een bigamist is, en laat hem arresteren. Zo krijgt zijn vrouw de volledige controle over haar erfenis, en krijgt zo ook haar vrijheid terug.                                                |            |                           |                |              |               |  |
| 2 | 2          | The Woman in Red          | Declan O'Dwyer | Rachael New  | 7 april 2020  |  |
| De huurbaas van Eliza, mrs. Parker, is woedend wanneer Eliza weigert om met haar zoon te trouwen, en eist dan de achterstallig huur op die haar vader nog verschuldigd was. Eliza krijgt een opdracht om een moord te onderzoeken, alleen om te ontdekken dat de moord in werkelijkheid een zelfmoord was. De vermeende moordenaar werd door zijn vrouw hiervoor ingeluisd, nadat zij had ontdekt dat hij homoseksueel was. Met de hulp van Moses verkrijgt zij het nodige bewijs om de naam van de vermeende moordenaar net voor zijn executie te zuiveren. Eliza huurt ondertussen de diensten van Moses in om achterstallige betalingen naar haar te innen, om zo de achterstallige huur te betalen. |            |                           |                |              |               |  |
| 3 | 3          | Deeds Not Words           | Declan O'Dwyer | Rachael New  | 14 april 2020 |  |
| The Duke huurt de diensten van Eliza in om undercover te gaan en te infiltreren in een vrouwenkiesrechtgroep die een campagne voeren voor de stemming. |            |                           |                |              |               |  |
| 4 | 4          | Memento Mori              | Declan O'Dwyer | Ben Edwards  | 21 april 2020 |  |
| Eliza wordt door een doodsfotograaf ingehuurd die bizarre en bedreigende berichten krijgt van het hiernamaals. Later doet zij een verrassende ontdekking over haar vader, en realiseert zich dan dat The Duke met de eer strijkt voor het oplossen van zaken die zij in werkelijkheid heeft opgelost. |            |                           |                |              |               |  |
| 5 | 5          | Cell 99                   | Declan O'Dwyer | Ben Edwards  | 28 april 2020 |  |
| Eliza vindt een dossier van haar vader wat haar naar een verlaten gevangenis leidt aan de rand van Londen. Daar krijgt zij de hulp van The Duke en onderzoeken daar wat op het eerste gezicht lijkt op een leegstaand gebouw, maar ontdekken dan al snel dat dit een schuilplaats is van een bende criminelen. The Duke vermoedt dat Moses bij deze bende betrokken is, maar Eliza zweert erbij dat dit niet waar is. |            |                           |                |              |               |  |
| 6 | 6          | The Case of Henry Scarlet | Declan O'Dwyer | Rachael New  | 5 mei 2020    |  |
| Eliza ontdekt tot haar ontsteltenis dat de dood van haar vader mogelijk een moord is. Als de tijd begint te dringen moet zij een verbijsterende puzzel oplossen. Tijdens het onderzoek wordt duidelijk dat Moses zoveel connecties heeft in het criminele onderwereld, dat dit hem een verdachte maakt. Maar dan blijkt dat het iemand blijkt te zijn wie recht onder de neus van The Duke zit. |            |                           |                |              |               |  |

## Seizoen 2 (2022)

### Rolverdeling

#### Hoofdrollen
- Kate Phillips - Eliza Scarlet
- Stuart Martin - William The Duke Wellington
- Ansu Kabia - Moses Valentine
- Cathy Belton - Ivy Woods
- Simon Ludders - mr. Potts
- Ian Pirie - Monro
- Evan McCabe - Oliver Fitzroy
- Tim Chipping - Phelps
- Jessie Cave - Harriet Hattie Parker
- Richard Evans = Herr Hildegard

#### Terugkerende rollen
- Felix Scott - Patrick Nash
- Brian Bovell - Solomon
- Helen Norton - mrs. Parker
- Oliver Chris - Basil Sinclaire
- Laura Rollins - Clementine

### Afleveringen
| Nr. | Aflevering | Titel                | Regisseur     | Schrijver(s)               | Uitzenddatum |  |
| --- | ---------- | -------------------- | ------------- | -------------------------- | ------------ |  |
| 7 | 1          | Pandora's Box        | Steve Hughes  | Rachael New                | 14 juni 2022 |  |
| Eliza wordt ingehuurd om een verdwijning te onderzoeken van een jonge vrouw die in het de lokale warenhuis werkt, deze zaak werd eerst afgewezen door The Duke. |            |                      |               |                            |              |  |
| 8 | 2          | The Black Witch Moth | Steve Hughes  | Rachael New                | 21 juni 2022 |  |
| Eliza wordt ingehuurd door een verzekeringsmaatschappij om een diefstal van een zeldzame schets van Charles Darwin te onderzoeken. Maar de zaak wordt al snel ingewikkeld wanneer zij ontdekt dat de verzekeringsmaatschappij die haar heeft ingehuurd in werkelijkheid niet bestaat. |            |                      |               |                            |              |  |
| 9 | 3          | A Pauper's Grave     | Steve Hughes  | Rachael New                | 28 juni 2022 |  |
| Eliza wordt beschuldigt van inbraak in het mortuarium, en het stelen van dossiers nadat haar moeders ring daar wordt gevonden. Verder onderzoek onthuld echter banden met eerdere reeks diefstallen.                                                                                  |            |                      |               |                            |              |  |
| 10 | 4          | Angel of Inferno     | Ivan Zivkovic | Rachael New                | 5 juli 2022  |  |
| Eliza wordt door een kwakzalver ingehuurd om een chantagezaak te onderzoeken. Ondertussen probeert de concurrent privédetective, Patrick Nash, haar te dwingen om zich bij zijn bureau aan te sluiten.                                                                                |            |                      |               |                            |              |  |
| 11 | 5          | Quarter to Midnight  | Ivan Zivkovic | Ben Edwards                | 12 juli 2022 |  |
| The Duke krijgt een promotie aangeboden, hij kan hoofdinspecteur worden en moet dan verhuizen naar Glasgow. Ondertussen onderzoekt Eliza een zaak van twee moorden die geïnspireerd zijn op een misdaadroman.                                                                         |            |                      |               |                            |              |  |
| 12 | 6          | The Proposal         | Ivan Zivkovic | Ben Edwards en Rachael New | 19 juli 2022 |  |
| Na een moordpoging raakt Nash gewond, en huurt dan Eliza in om de verantwoordelijke hiervoor te vinden. The Duke wordt gedwongen om zijn pormotie in Glasgow te aanvaarden, en worstelt dan om zijn opvolger in te werken die de zoon blijkt te zijn van de politiecommissaris.       |            |                      |               |                            |              |  |

## Seizoen 3 (2023)

### Rolverdeling

#### Hoofdrollen
- Kate Phillips - Eliza Scarlet
- Stuart Martin - William The Duke Wellington
- Ansu Kabia - Moses Valentine
- Cathy Belton - Ivy Woods
- Simon Ludders - mr. Potts
- Ian Pirie - Monro
- Evan McCabe - Oliver Fitzroy
- Tim Chipping - Phelps
- Felix Scott - Patrick Nash

#### Terugkerende rollen
- Brian Bovell - Solomon
- Sophie Robertson - Arabella Acaster
- Oliver Chris - Basil Sinclaire
- Laura Rollins - Clementine

### Afleveringen
| Nr. | Aflevering | Titel                  | Regisseur     | Schrijver(s)         | Uitzenddatum     |  |
| --- | ---------- | ---------------------- | ------------- | -------------------- | ---------------- |  |
| 13 | 1          | The Vanishing          | Steve Hughes  | Rachael New          | 8 januari 2023   |  |
| Eliza wordt ingehuurd om een verdwijning te onderzoeken van een goochelaar, niet wetende dat The Duke ook met deze zaak bezig is. The Duke probeert ondertussen het lekken van informatie naar de pers de kop in te drukken.                                                                                |            |                        |               |                      |                  |  |
| 14 | 2          | Arabella               | Steve Hughes  | Sarah-Louise Hawkins | 15 januari 2023  |  |
| Eliza en The Duke onderzoeken samen een zaak van een reeks overvallen in een restaurant. Eliza ontmoet tijdens deze zaak haar oude schoolvijand Arabella, en krijgt dan vermoedens dat zij bij de zaak betrokken is.                                                                                        |            |                        |               |                      |                  |  |
| 15 | 3          | Hotel St Marc          | Rachael New   | Ben Edwards          | 22 januari 2023  |  |
| Eliza spoort een oplichter op, in de overtuiging dat zij de meest gezochte man van Schotland Yard heeft gepakt. Maar zij is niet de enige die aanspraak wil maken op de beloning. |            |                        |               |                      |                  |  |
| 16 | 4          | Bloodline              | Ivan Zivkovic | Ben Edwards          | 29 januari 2023  |  |
| Rechercheur Fitzroy huurt Eliza in om een corruptie te onderzoeken bij de politie, dit nadat hij een collega vals bewijs in een zaak heeft zien planten. |            |                        |               |                      |                  |  |
| 17 | 5          | The Heir               | Steve Hughes  | Dan Muirden          | 5 februari 2023  |  |
| Eliza staat op het punt zoveel geld te verdienen dat haar leven voorgoed zal veranderen, wanneer zij een erfgenaam aanbied te helpen in een niet opgeëiste erfenis. |            |                        |               |                      |                  |  |
| 18 | 6          | The Jewel of the North | Steve Hughes  | Ben Edwards          | 12 februari 2023 |  |
| Eliza, Moses en The Duke krijgen allemaal een bom per post toegestuurd. Ondertussen wordt een overval gepleegd op The Jewel of the North, een trein die tussen Londen en Liverpool rijdt. Iedereen moet uitzoeken wie de bommen naar hen heeft opgestuurd, en hoe deze bommen verband houdt met de overval. |            |                        |               |                      |                  |  |

## Seizoen 4 (2024)

### Rolverdeling

#### Hoofdrollen
- Kate Phillips - Eliza Scarlet
- Stuart Martin - William The Duke Wellington
- Cathy Belton - Ivy Woods
- Simon Ludders - mr. Potts
- Evan McCabe - Oliver Fitzroy
- Tim Chipping - Phelps
- Felix Scott - Patrick Nash
- Paul Bazely - Clarence

#### Terugkerende rollen
- Oliver Chris - Basil Sinclaire

### Afleveringen
| Nr. | Aflevering | Titel                  | Regisseur    | Schrijver(s)         | Uitzenddatum     |  |
| --- | ---------- | ---------------------- | ------------ | -------------------- | ---------------- |  |
| 19 | 1          | Elysium                | Nimer Rashed | Rachael New          | 7 januari 2024   |  |
| Eliza heft heeft het kantoor in Londen van Nash overgenomen, en merkt al snel dat niet iedereen hier blij mee is nadat op een na iedereen van het personeel ontslag heeft genomen. Zij helpt The Duke bij het onderzoek naar een overval op een bordeel. |            |                        |              |                      |                  |  |
| 20 | 2          | Six Feet Under         | Nimer Rashed | Sarah-Louise Hawkins | 14 januari 2024  |  |
| Een van de vrienden van mr. Potts wordt vermoord, en hij zend zich tot Eliza omdat de politie weinig tijd heeft voor onderzoek. Wanneer The Duke gedwongen wordt om met te weinig collega's een huis van een bende binnen te vallen, wordt hij binnen in zijn borst geschoten. |            |                        |              |                      |                  |  |
| 21 | 3          | Origins                | Rachael New  | Ben Edwards          | 21 januari 2024  |  |
| The Duke ligt na de schietpartij in coma, en ondervind dan een flashback hoe hij de vader van Eliza voor het eerst ontmoeten en een moord oplosten waarvan hij getuige was. Uiteindelijk ontwaakt The Duke uit zijn coma en het blijkt dat hij niets overhoudt van zijn verwondingen. |            |                        |              |                      |                  |  |
| 22 | 4          | The Diamond Feather    | Nimer Rashed | Rachael New          | 28 januari 2024  |  |
| Nash keert terug naar Londen en is niet blij met wat hij aantreft, en hoe Eliza het bureau heeft geleid. Een diamanten veer die toebehoorde aan admiraal Nelson is gestolen, en Nash en Eliza worden ingehuurd om deze weer terug te vinden. The Duke bekent aan Eliza dat hij verliefd op haar is, en dat hij voor een jaar zal vertrekken naar New York om deel te nemen aan een uitwisselingsprogramma van de politie. |            |                        |              |                      |                  |  |
| 23 | 5          | The Calling            | Rachael New  | Dan Muirden          | 4 februari 2024  |  |
| Eliza staat op het punt zoveel geld te verdienen dat haar leven voorgoed zal veranderen, wanneer zij een erfgenaam aanbied te helpen in een niet opgeëiste erfenis. |            |                        |              |                      |                  |  |
| 24 | 6          | The Jewel of the North | Steve Hughes | Ben Edwards          | 12 februari 2023 |  |
| Eliza en Nash hebben nog steeds moeite om samen te werken, en kunnen niet eens worden met het inhuren van personeel. Zij worden ingehuurd om de oorzaak te vinden van een gasexplosie waarbij drie mensen om het leven kwamen. Na het oplossen van deze zaak besluit Nash Eliza de vrije hand te geven voor het inhuren van personeel.                                                                                    |            |                        |              |                      |                  |  |